# Presidente Castelo Branco (Paraná)
Presidente Castelo Branco è un comune del Brasile nello Stato del Paraná, parte della mesoregione del Norte Central Paranaense e della microregione di Astorga.